# Saltonacris rondoniae
Saltonacris rondoniae är en insektsart som beskrevs av Marius Descamps 1980. Saltonacris rondoniae ingår i släktet Saltonacris och familjen gräshoppor. Inga underarter finns listade i Catalogue of Life.